# Regiunea Ulianovsk
Regiunea Ulianovsk (rusă Ульяновская область) este situată în districtul Volga. În regiune se găsește pe cursul lui Volga, lacul de acumulare Kuibâșev. La nord și nordvest este mărginită de Tatarstan, Ciuvașia și Mordovia. Regiunea a fost denumită în anul 1943 Ulianovsk după capitala regiunii care poartă aceași denumire în cinstea locului natal al lui Lenin. Ramurile principale ale industriei sunt industria constructoare de mașini, industria ușoară și alimentară. Orașele principale din regiune sunt Ulianovsk și Dimitrovgrad.
1. ↑   http://ulgov.com/governor/1699.html, accesat în 9 martie 2022 Lipsește sau este vid: |title= (ajutor)